# 1724

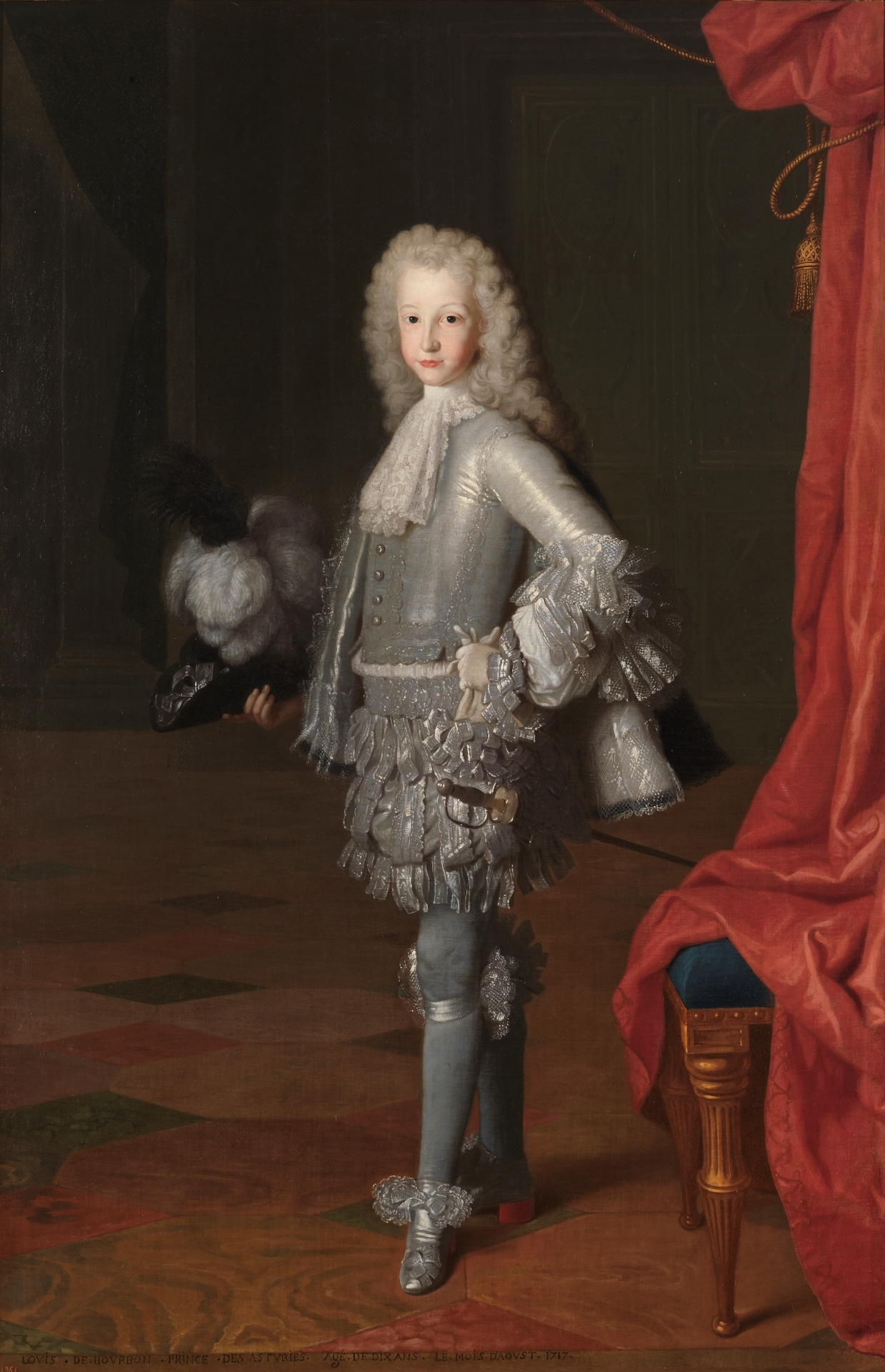
Lodewijk I van Spanje

Het jaar 1724 is het 24e jaar in de 18e eeuw volgens de christelijke jaartelling.

## Gebeurtenissen
januari
- 14 - Koning Filips V van Spanje doet troonsafstand ten gunste van zijn zoon Lodewijk.
- 24 - Tsaar Peter de Grote sticht de Wetenschapacademie van Sint-Petersburg.

februari
- 10 - De eerste vier schepen van de Oostendse Compagnie varen uit. Twee zijn bestemd voor China, een voor Bengalen en een voor Mokka.

augustus
- 31 - Lodewijk van Spanje sterft. Zijn afgetreden vader Filips bestijgt de troon weer.
- 16 - De landvoogd van de Oostenrijkse Nederlanden prins Eugenius van Savoye legt zijn ambt neer vanwege beschuldigingen aan het adres van zijn plaatsvervanger.

december
- 23 - De Duitse generaal in Oostenrijkse dienst Wirich von Daun, krijgt als luitenant-gouverneur de leiding over de Oostenrijkse Nederlanden tot de aankomst van aartshertogin Maria Elizabeth van Oostenrijk, de nieuwe landvoogd.

## Muziek
- Johann Sebastian Bach componeert de Johannes-Passion
- In Londen vinden de eerste uitvoeringen plaats van de opera's Giulio Cesare en Tamerlano van Georg Friedrich Händel
- François Couperin componeert te Parijs Les goûts réünis ou Nouveaux concerts
- Georg Philipp Telemann schrijft de opera's Der Schluß des Carnevals', Omphale en Adelheid of Die ungezwungene Liebe

## Bouwkunst

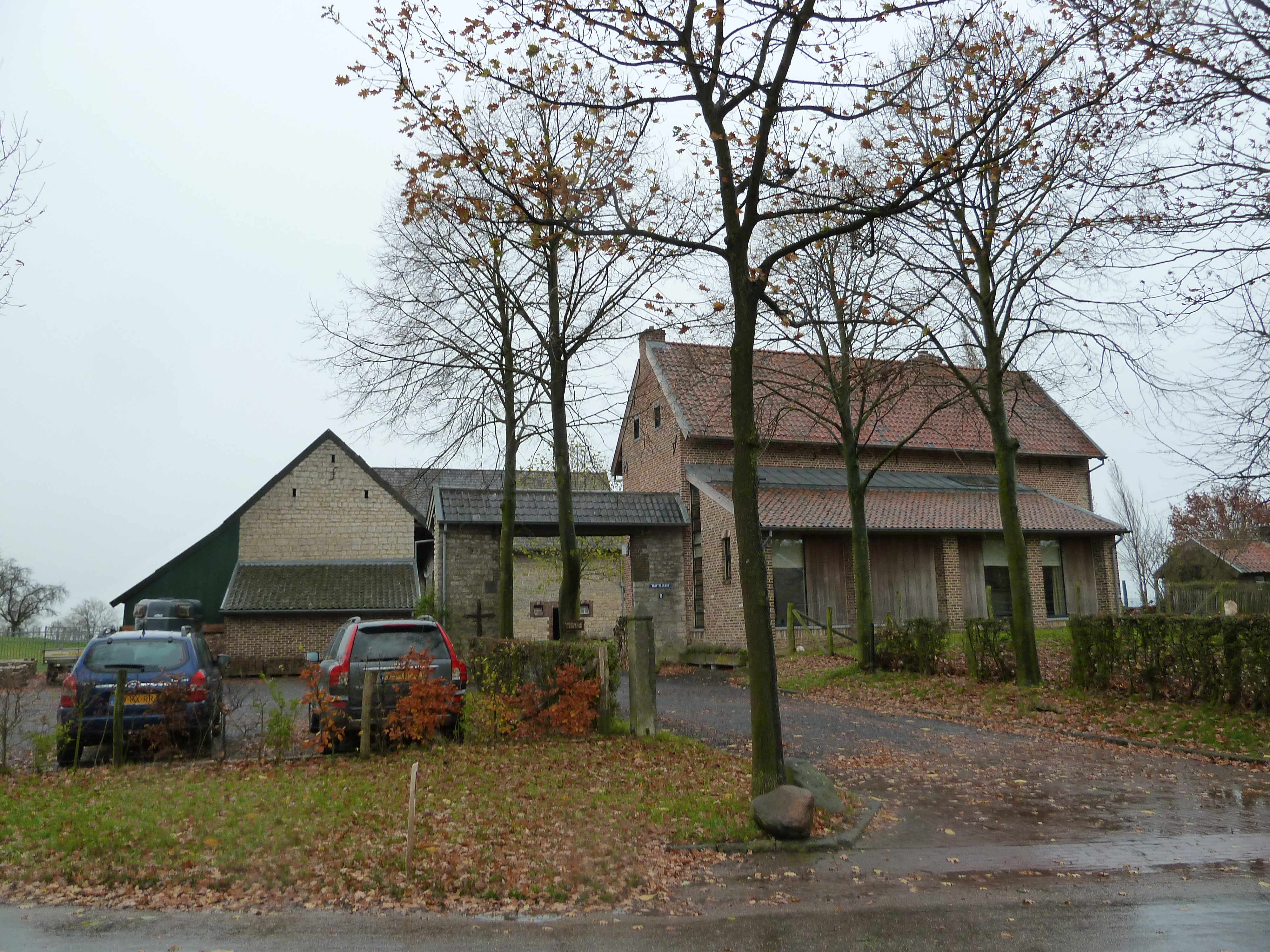
Boerderij, Trintelen (1724)

## Geboren
april
- 14 - Gabriel Jacques de Saint-Aubin, Frans kunstenaar (overleden 1780)
- 22 - Immanuel Kant, Duits filosoof (overleden 1804)

juni
- 8 - John Smeaton, Brits civiel ingenieur (overleden 1792)

juli
- 10 - Eva Ekeblad, Zweeds agronoom, wetenschapper, saloniste en gravin (overleden 1786)

december
- 13 - Franz Aepinus, Duits astronoom, wis- en natuurkundige (overleden 1802)

## Overleden
maart
- 7 - Paus Innocentius XIII (68), paus van 1721 tot 1724

augustus
- 31 - Lodewijk I (17), koning van Spanje in 1724
- 12 - Hendrik van Deventer (73), Nederlands orthopedist, gynaecoloog, verloskundige en Labadist.